# Begonia celebica
Espèce
Begonia celebica est une espèce de plantes de la famille des Begoniaceae.
L'espèce fait partie de la section Petermannia.
Elle a été décrite en 1913 par Edgar Irmscher (1887-1968).

## Répartition géographique
Cette espèce est originaire d'Indonésie.